# Полосатый тунец
Полосатый тунец, или океанический бонито, или обыкновенный скипджек (лат. Katsuwonus pelamis) — вид лучепёрых рыб семейства скумбриевых, единственный представитель рода Katsuwonus (полосатые тунцы, или скипджеки). Ценная промысловая рыба.

## Ареал
Полосатый тунец встречается во всех океанах, кроме Северного Ледовитого, мигрирует на север в субтропические и умеренные воды и имеет важное промысловое значение.

## Описание
Тело полосатого тунца похоже на других тунцов, но более толстое и округлое, с тёмными продольными полосами на боках и брюхе, которые идут от грудного плавника к хвостовому плавнику. Цвет спины сине-чёрный, а брюха — серебристый. Спинные плавники размещены близко друг к другу. Чешуя есть только в районе грудного плавника, и образует своеобразный корсет. Длина тела достигает 1,1 м, а масса — до 34,5 кг. 

## Биология
Полосатый тунец относится к стайным пелагическим рыбам.  Образуют стаи в поверхностных водах морей и океанов с температурой 19—25 °С. Стаи полосатого тунца формируются из подобных по размеру рыб, имеющих одинаковые способности к активному передвижению. Полосатые тунцы питаются анчоусами, мелкой рыбой, кальмарами и ракообразными, живущими в поверхностных слоях океана. Нерест полосатого тунца происходит только в теплых тропических водах и продолжается круглый год.

## Промысловое значение
Полосатый тунец является важной промысловой рыбой. Промысел ведётся удебными орудиями лова и кошельковыми неводами. Реализуется в свежем, замороженном, консервированном, сушеном, соленом и копченом виде. В 2018 году уловы превысили 3,16 миллиона тонн (третье место по уловам после перуанского анчоуса и минтая). Страны, в которых регистрируется большое количество уловов полосатого тунца, включают Мальдивы, Францию, Испанию, Малайзию, Шри-Ланку и Индонезию.
| Год                   | 2014 | 2015 | 2016 | 2017 | 2018 |
| Мировые уловы, тыс. т | 2992 | 2822 | 2862 | 2785 | 3161 |

Объёмы вылова его в мире занимают 60 % улова среди тунцов.

## Галерея
- Рыбаки, Шри-Ланка.
- Вяление рыбы, Шри-Ланка.
- Полосатый тунец, Кипр
- Копченый, Индонезия